# سلمان جریری
سلمان جریری اولین وبلاگ‌نویس ایرانی است که در ۱۶ شهریور ۱۳۸۰ اولین مطلب وبلاگ خود را نوشت. وبلاگ او در اوایل بیشتر به مسایل اجتماعی و سیاسی می‌پرداخت و کم‌کم بیشتر در زمینه تکنولوژی تخصصی شد. وی هم‌اکنون به عنوان کارآفرین در دبی مشغول به کار است.
او در دانشگاه صنعتی شریف مهندسی رایانه خوانده‌است.